# Emarginacja

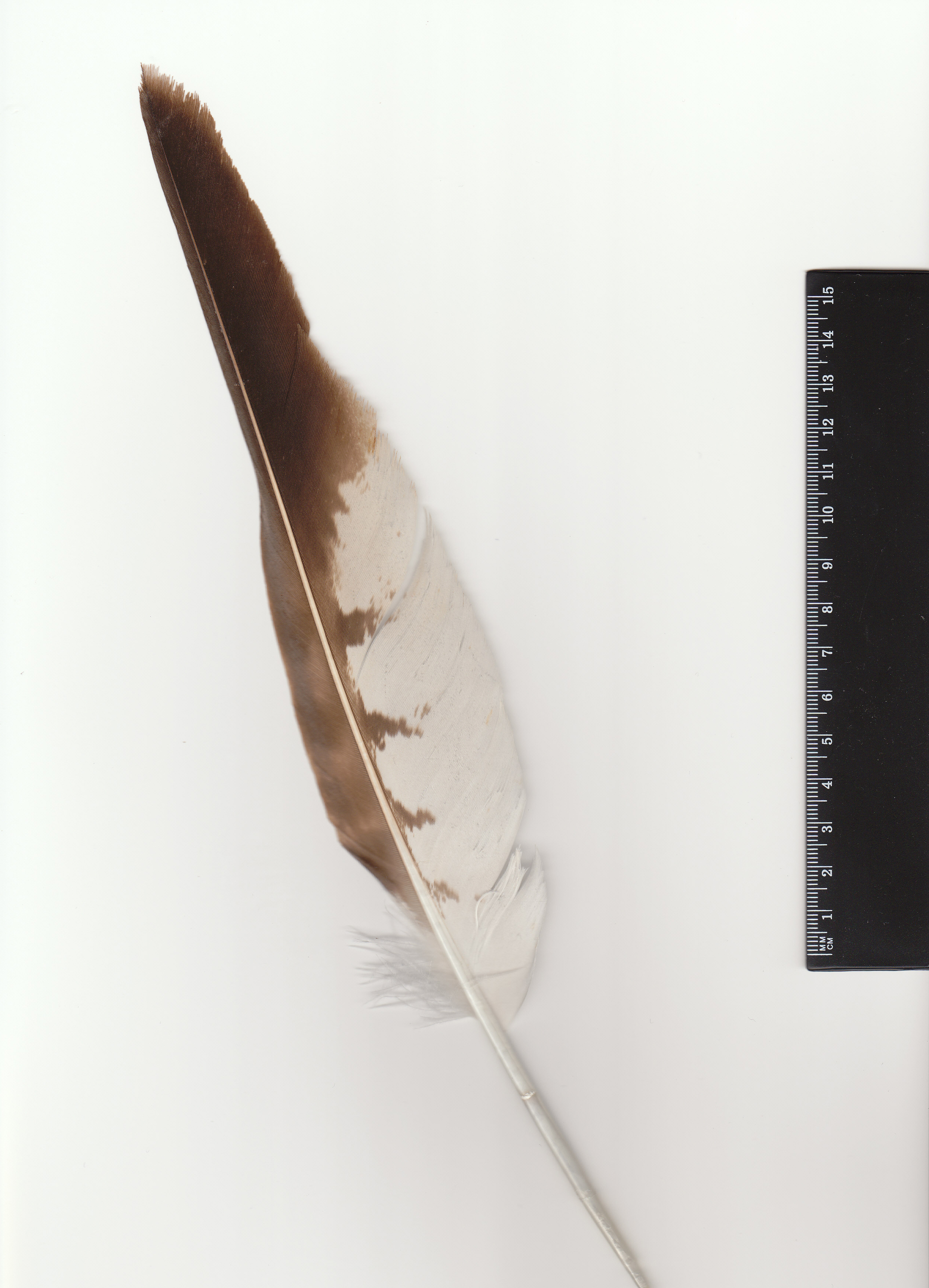
Lotka z zaznaczoną emarginacją

Emarginacja – wcięcie (zwężenie) zewnętrznej chorągiewki w lotce pierwszorzędowej. Emarginacja występuje na najbardziej zewnętrznych lotkach, a liczba lotek z emarginacją jest cechą przydatną w identyfikacji gatunków, np. przy odróżnianiu pierwiosnka i piecuszka. Emarginacja zewnętrznych lotek jest dobrze widoczna np. u jastrzębiowatych.